# The Sins of Thy Beloved
The Sins of Thy Beloved (укр. Гріхи твого коханого/твоєї коханої) був норвезьким готичним металевим колективом. Стиль «The Sins of Thy Beloved» часто порівнюють із такими гуртами, як «Tristania» та «Theatre of Tragedy», передусім через поєднання жіночого голосу (сопрано) і чоловічого гроулінгу (вокальний стиль «красуня та чудовисько»).

## Історія
Гурт створили у грудні 1996 року в Брюне (Норвегія) гітаристи Гленн Мортен Нордбо та Арілд Крістенсен і барабанщик Стіг Йогансен.
Спочатку засновники назвали гурт «Purgatory» («Чистилище»), але згодом виявилося, що вже є багато гуртів з такою назвою, тому вирішили його перейменувати, до того ж обравши назву давньою англійською. Незабаром до гурту приєдналися вокалістка Аніта Аугленд та басист Ола Ааррестад, і цим складом у січні-лютому 1997 року гурт записав свій перший демо-мініальбом «All Alone».
До запису другого демо «Silent Pain» у січні 1998 року приєдналися два клавішники: Андерс Туе та Інґфрід Стенсланд. Також вже на цьому демо грав на скрипці Піт Йогансен, що офіційно приєднався до гурту пізніше, під час запису першого повноформатного альбому.
Перший альбом, «Lake of Sorrow», вийшов наприкінці 1998 року на лейблі «Napalm Records». У 1999 було проведено гастролі по Європі разом із співвітчизниками «Trail of Tears» і «Tristania», що торік також випустили свої дебютні альбоми.
2000 року вийшов другий повноформатний альбом, «Perpetual Desolation». У січні 2001, після кількох концертів на підтримку цього альбому, Аніта Аугленд покинула гурт, втомившись від частих концертів. На посаді вокалістки її замінила Хеге-Мері Анбі з якою «The Sins of Thy Beloved» дали концерт у Мексиці разом із нідерландським гуртом «The Gathering». Втім, через кілька місяців Анбі також залишила гурт, оскільки не змогла адаптуватися до його стилю.
У тому ж році Андерс Туе та Інгфрід Стенсланд вирішили залишити гурт, також не витримавши напруженої концертної рутини.
Після цього «The Sins of Thy Beloved» ще кілька разів виступили на фестивалях у Норвегії з вокалісткою Мони Валлін та клавішником Майкеном Олайсеном — зокрема у Єрені 23 травня 2002 року і в Крістіансанні 29 жовтня 2005 року (цей виступ став останнім концертом гурту).
У 2006 році планувалося записати новий альбом з Моною Валлін, але через кілька місяців вона пішла з гурту.
У квітні 2007 року з'явилися чутки, ніби Аніта Аугленд погодилася повернутися до гурту для запису третього студійного альбому та подальшого промотуру. Аугленд підтвердила в інтерв'ю для фанатського вебсайту, що дійсно отримала від «The Sins of Thy Beloved» таку пропозицію та погодилася на неї. Однак з невідомих причин відновлення гурту так і не відбулося.
У 2013 році Йогансен зрештою офіційно повідомив, що гурт «The Sins of Thy Beloved» остаточно припинив діяльність ще у 2008.
Скрипаль Піт Йохансен пізніше грав у деяких альбомах гуртів «Tristania» та «Sirenia». У 2013 році учасники гурту Андерс Туе та Стіг Йогансен разом із вокалісткою гурту «Midnattsol» Кармен Еліз Еспенес створили гурт «Savn». У 2016 році гітарист, композитор і вокаліст Арільд Крістенсен разом з Неллі Хосровян створив гурт «Rainarea».

## Дискографія
Demo:
- 1997 — Demo '97

EP:
- 1997 — All Alone

Студійні альбоми:
- 1998 — Lake of Sorrow (укр. «Озеро Скорботи»)
- 2000 — Perpetual Desolation (укр. «Вічне спустошення»)

Записані наживо:
- 2001 — Live
- 2001 — Perpetual Desolation Live — відеоальбом на VHS з записом виступу в Катовицях (Польща)[13]. Перевиданий на CD у 2002[14].